# Surya Kiran
«Сурья Киран» (санскр. सूर्य किरण, дословно — «Солнечные лучи») — авиационная пилотажная группа Военно-воздушных сил Индии. Была создана в 1996 году, базируется на авиабазе Бидар, штат Карнатака. К началу 2011 года группа выполняла пилотаж на учебно-тренировочных HJT-16 Kiran Mk.2 индийского производства. Наряду с пилотажными группами «Красные Стрелы» и «Снегири» «Сурья Киран» демонстрирует высший пилотаж на девяти самолётах.
В феврале 2011 года эскадрилья в последний раз выполнила показ на самолётах HJT-16 Kiran Mk.2. Как заявил начальник штаба ВВС Индии, в октябре 2010 года в «Сурья Киран» начался переход к более совершенным HJT-36 Sitara. Этот процесс может занять от 2 до 3 лет.

## Галерея

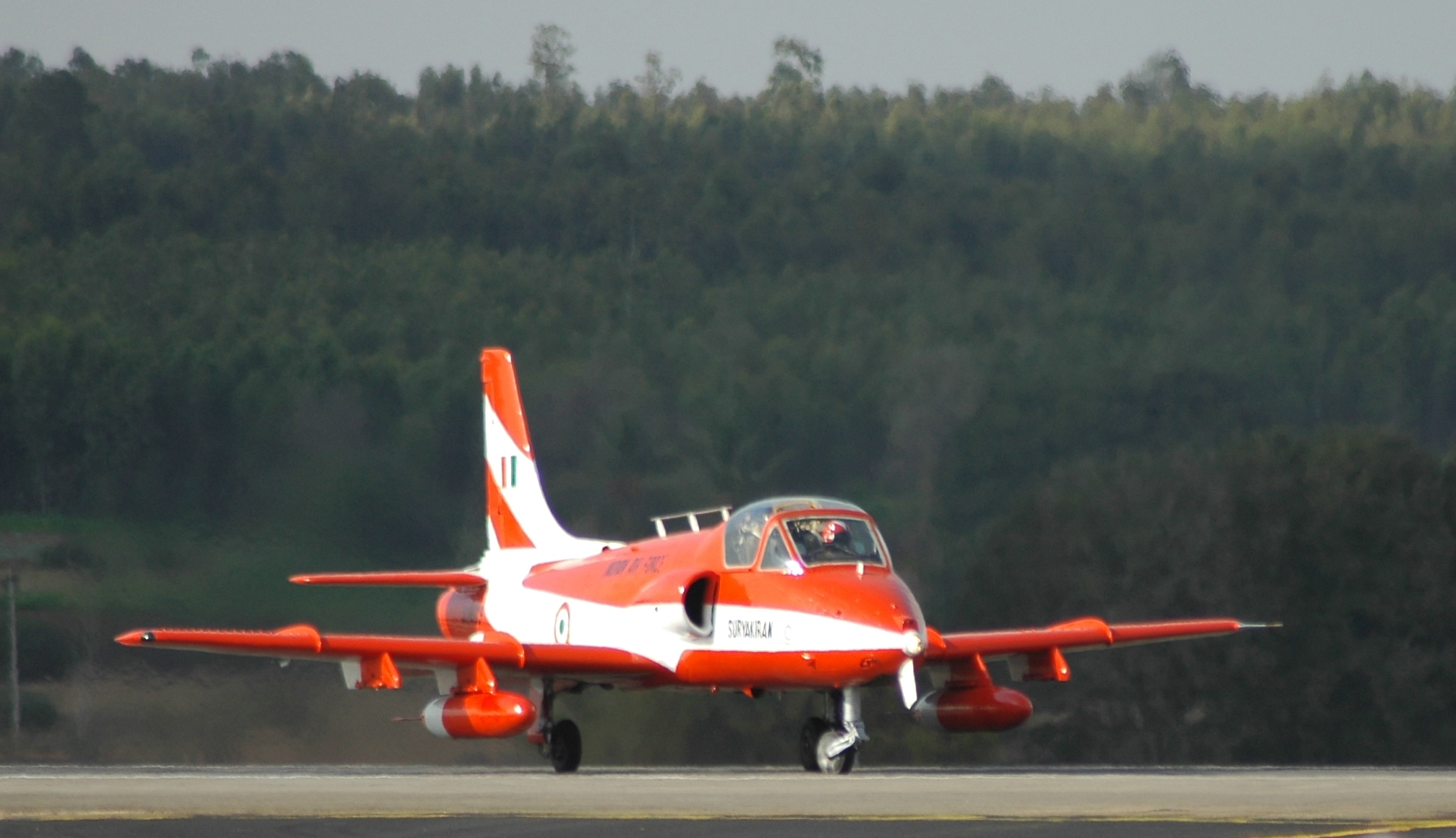
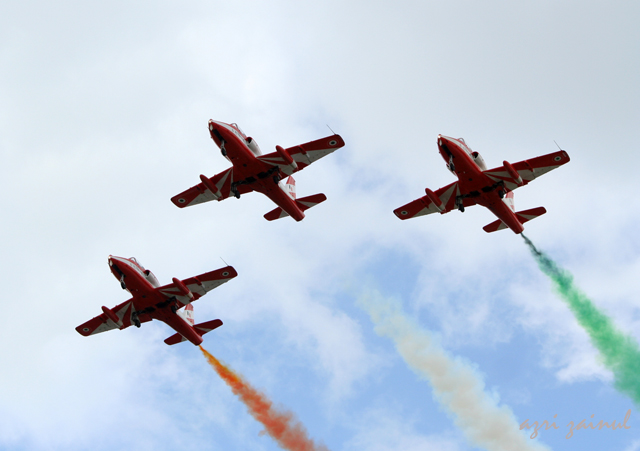